# 亮樱蛤
是帘蛤目樱蛤科Nitidotellina属的一种。主要分布于中国大陆、台湾，常栖息在潮间带至潮下带。